# 莫敬寬
莫敬宽（越南语：／，？—1638年），17世纪初期越南高平莫氏政权的君主，谦太王莫敬典之孙，乾统帝莫敬恭之侄，约1618年至1638年在位，年号隆泰。莫敬宽统治初期，多次遭到黎郑朝廷的征讨。1625年，莫敬宽向黎郑朝廷乞降，受封太保、通国公。自此之后，高平莫氏政权与黎郑朝廷之间维持了十余年的和平。

## 生平

### 早年经历
莫敬宽为谦太王莫敬典之孙，乾统帝莫敬恭之侄，其父亲可能是莫敬止。
1592年末，郑军攻取中都昇龙，莫朝的统治瓦解。大量的莫朝宗室、旧臣逃往越南东、北部的山区，继续对抗后黎朝。莫敬典长子雄礼公莫敬止在海阳南策青林称帝，年号宝定，后改康佑，莫敬宽或许在此期间受封为庆王。1593年正月，莫敬止兵败被俘，莫敬典的第三子莫敬敷、第四子莫敬簡、第五子莫敬遵、第六子莫敬慎等人一同遇害。莫敬典的第七子敦厚王莫敬恭，以及莫敬宽、莫敬用成功逃脱，莫敬宽前往谅山的文兰州，而莫敬宽、莫敬用等逃至太原。三月，莫朝驸马都尉沱国公莫玉在文兰州拥立莫敬恭为帝，年号乾统。五月，郑军逐渐平定山南、海阳二处的莫氏力量，原先占据海阳地区的壮王莫敬章退往安广。
1594年正月，乾统帝莫敬恭、莫玉等人由文兰州转移至安博州，试图进一步收复海阳。二月，郑军黄廷爱击败乾统朝廷，莫玉、莫敬恭逃往思陵州。后来莫敬恭与莫敬用一同前往凭祥、龙州，与明朝进行交涉。四月间，莫玉再次占据安子山一带，试图收复海阳地区。莫玉被阮潢击败之后，逃往安博州，后来又前往万宁州一带。七月，莫玉在万宁州病死，余众前往龙州归附莫敬恭。随着莫玉的去世，流亡龙州的乾统朝廷十分微弱。当时的庆王莫敬宽率部据守太原的大慈县，次王占据太原、安郡公占据普安县、安勇王占据武崖州、越国公占据山阳县。五月，郑松派遣郑杜、郑柠出兵征讨太原，莫敬用、莫敬宽退往谅山一带。后来占据高平的威王莫敬用继续与郑军争夺太原地区的控制权，而庆王莫敬宽则在谅山与乾统帝莫敬恭会合。此后，莫敬宽长期占据太原、谅山交界的山区。黎郑官军前来讨伐，则散入山林。官军退去，则返回平地结屯驻守。由于莫敬宽势力较弱，并未受到黎郑朝廷的重视，莫敬宽得以保存力量。
1598年冬季，在明朝的调停下，乾统帝莫敬恭获得高平四州作为安插之地。1600年六月，黎郑内乱。七月，莫敬恭趁机进军昇龙。其年冬季金城之败，元气大伤的莫敬恭退回高平。作为莫氏宗室的重要成员，活跃在太原山僻的莫敬宽率众前往高平，与莫敬恭“居不相下”。1601年，莫敬恭在高平西北8公里处那侣古城的孟泉社一带创置宫殿。

### 统治
大约在1618年前后，莫敬宽取代莫敬恭，成为高平莫氏政权的领袖，自立年号为隆泰。莫氏内部的权力更替，引起了郑松的注意。同年二月，郑松派遣郑梉、郑椿等人分兵前往讨伐高平。莫敬宽得知后，放弃高平，退往内地。由于郑军内部不和，未能完成消灭莫氏。莫敬宽在郑军退走后，重新占据高平。1621年，郑松再次派遣郑梉、郑椿、郑杜分兵进讨，莫敬宽出逃。郑军争功，只得退兵。
1623年六月，郑松生病，王子郑椿发兵攻击王府，引发动乱。莫敬宽趁机率軍南伐，直抵珥河对岸的嘉林县。郑松命郑杜诛杀郑椿，不久去世。郑氏部将群臣拥立王世子郑梉为节制。八月，郑梉稳定局势后，出兵抵御莫敬宽。双方在嘉林鏖战，最终莫军大败，莫敬宽仅以身免，狼狈逃回高平。
1624年十一月，郑梉稳固内部局势后，派遣王弟郑棣、阮名世、阮潶等人率兵征讨高平。郑军取道太原，经过白通、感化，绕至保乐州中恾，分兵进入明朝镇安州境内，夹击高平。由于阮潶不奉将命，郑棣只得退兵。1625年春，郑军还至北山，再感化一带擒获莫军武宁王之后，退兵。五月，郑梉再遣长子郑桥出征高平。郑桥自谅山进兵，擒获乾统帝莫敬恭、崇礼、操铁等人，送往京师处决。隆泰帝莫敬宽逃走，受到山民的保护。郑桥以粮食耗尽，决定退兵。莫敬宽得以重新回到高平，招集旧部，并且遣使乞降，自去尊号，降为藩臣。后黎朝下诏赦免莫敬宽，并册封其为太尉、通国公，岁奉职贡。
郑梉在安抚莫敬宽之后，将注意力转移到了南方阮主政权。此后十余年间，莫敬宽虽然割据高平，但是并未挑战后黎朝的权威。

### 去世
1638年正月，莫敬宽病逝，其子莫敬完嗣位，年号顺德。

## 家属
- 莫敬完
- 莫敬扪[5]
- 莫氏某，嫁阮有年[6]